# 李子雄 (隋)
李 子雄（り しゆう、? - 613年）は、中国の隋の軍人。本貫は渤海郡蓨県。『北史』では李雄とされる。

## 生涯
李桃枝の子として生まれた。弱冠にして北周の武帝が北斉を滅ぼした戦いに参戦し、功績により帥都督の位を受けた。大象2年（580年）、子雄は韋孝寛の下で尉遅迥を討ち、上開府の位を受け、建昌県公の爵位を受けた。
隋の開皇元年（581年）、驃騎将軍となった。開皇9年（589年）、南朝陳を滅ぼした戦いに参戦し、功績により大将軍の位に進んだ。郴州刺史・江州刺史を歴任して、有能で知られた。
仁寿年間、事件に連座して免官された。仁寿4年（604年）、漢王楊諒が反乱を起こすと、煬帝は幽州の兵を進発させて反乱軍を討とうとした。ときに竇抗が幽州総管をつとめており、煬帝は竇抗が二心を抱くのをおそれて、ほかの適任者がいないか楊素に相談した。楊素が子雄を推薦したので、子雄は大将軍・廉州刺史に任じられて、幽州に入った。竇抗が子雄のところを訪れたときに、子雄は伏兵を置いて竇抗を捕らえさせ、幽州の兵権を掌握した。幽州の兵3万を動員して、楊諒を討った。ときに楊諒の任じた大将軍の劉建が河北の地を経略していた。子雄の率いる幽州兵は抱犢山の下で劉建と会戦して、これを撃破した。子雄は幽州総管となり、まもなく召還されて民部尚書に任じられた。右武候大将軍となったが、後に事件に連座してまたも免官された。
大業9年（613年）、煬帝の第二次高句麗遠征に従軍して、来護児の下で東萊から海に出ようとした。たまたま楊玄感が黎陽で反乱を起こしたので、煬帝は子雄が反乱に呼応するのではないかと疑い、子雄を捕縛させようとした。子雄は使者を殺して逃亡し、楊玄感のもとに帰順した。楊玄感に対してたびたび計略を進言した。楊玄感が敗北すると、処刑された。

## 伝記資料
- 『隋書』巻70 列伝第35
- 『北史』巻33 列伝第21